# Pape Diakhaté
Pape Diakhaté (ur. 21 czerwca 1984 w Dakarze) – senegalski piłkarz występujący na pozycji obrońcy w FC Lunéville.

## Kariera piłkarska

### Kariera klubowa
Pape Diakhaté wyrósł w rodzinie żandarma w rybackiej miejscowości, gdzie grał w miejscowym senegalskim klubie US Ouakam. Był 14 dzieckiem w rodzinie. W 2001 roku wyjechał do Francji, gdzie podpisał kontrakt z klubem AS Nancy, w którym występował do lata 2007 roku. Był kapitanem drużyny. Potem został kupiony do Dynamo Kijów. W styczniu 2010 został wypożyczony na pół roku do AS Saint-Étienne, a w sierpniu na rok do Olympique Lyon. Latem 2011 powrócił do Dynama, ale już 26 sierpnia 2011 przeniósł się do hiszpańskiego klubu Granada CF.

### Kariera reprezentacyjna
Pape Diakhaté od 2005 roku powoływany do reprezentacji Senegalu. Uczestniczył w finałowych rozgrywkach Pucharu Narodów Afryki 2006, gdzie zajął 4. miejsce. Ale już w finałowych rozgrywkach Pucharu Narodów Afryki 2008 Pape Diakhaté nie został powołany przez trenera Henryka Kasperczaka a reprezentacja Senegalu nie wyszła z grupy.

## Sukcesy
- mistrz Ukrainy: 2007, 2009
- zdobywca Pucharu Ukrainy: 2007
- zdobywca Superpucharu Ukrainy: 2007, 2011
- 4. miejsce w Pucharze Narodów Afryki: 2006